# Districte de Gulbarga
El districte de Gulbarga (en kannada ಕಲಬುರ್ಗಿ(ಗುಲ್ಬರ್ಗ, en urdú گلبرگہ) és una divisió administrativa de Karnataka amb capital a Gulbarga, divisió de Gulbarga. La superfície és de 16.224 km². La població segons el cens del 2001 era de 3.130.922 habitants. Administrativament formaven el districte deu talukes o tehsils: Kalaburgi, Aland, Afjalpura, Jevargi, Shoharapur, Shahpur, Yadgir, Sedam, Chitapura i Chincholi. Els seus rius principals són el Krishna o Kistna, el Bhima i el Awarja i Kagna (afluents del Bhima), aquest darrer amb els seus afluents el Benithora, Mullamari i Kamaluti. Prop de la capital hi ha la Shri Kshetra Ganagapur, un lloc de pelegrinatge de la deïtat Shri Sadguru Dattatreya.
Fou part de l'Estat de Hyderabad, i transferit a Mysore (rebatejat Karnataka el 1973) el 1956 excepte dues talukes que van passar a Andhra Pradesh.

## Història
El territori va formar part dels dominis del kakatiyes de Warangal; a la primera part del segle xiv Ulugh Khan, que després fou el sultà de Delhi Tughluk Shah I (1320-1325) va conquista la regió. Després de la mort de Tughluk Shah I no va tardar a passar a mans dels bahmànides que la van tenir com a capital. Va restar domini bahmànida fins a la seva descomposició a finals del segle xv quan va quedar en mans de Bijapur. Fou conquerit per Aurangzeb el 1586. El 1724 Asaf Jah, el Nizam al-Mulk de Dècan, es va independitzar i Gulbarga va quedar en els seus dominis que al cap de poc foren coneguts com l'estat del nizam d'Hyderabad de la seva nova capital. Es va organitzar com a districte el 1873 amb sis talukes però després del desmembrament del districte de Surapur el 1883 la taluka d'Andola li fou transferida.
La superfície fins al 1905 era de 10.598 km²; el nombre de pobles incloent els jagirs i altres cessions era de 1109. La població era el 1881 de 523.838 habitants, el 1891 de 649.258 i el 1901 de 742.745. Les ciutats principals eren Gulbarga, Aland, Surapur, Koscu, Yadgir, Seram, Shahabad i Kodangal. Administrativament la formaven diversos jagirs i paigahs ilakas i les talukes de Gulbarga, Mahagaon, Chincholi, Kodangal, Seram, Gurmatkal i Andola.
El 1905 les talukes de Gurmatkal i Mahagaon foren repartides entre Seram, Kodangal, Gulbarga i Yadgir; aquesta darrera fou transferida des del districte de Raichur. Les talukes de Shahpur i Surapur i foren afegides procedents del districte de Lingsugur que havia estat abolit, així com 73 pobles del districte de Mahbubnagar que foren afegides a les talukes de Kodangal i Yadgir. Per tant, va quedar amb 3 divisions i 8 talukes: 
- Primera divisió sota un segon talukdar
  - Kodangal
  - Seram
  - Yadgir
- Segona divisió sota un tercer talukdar
  - Gulbarga
  - Chincholi
- Tercera divisió sota un segon talukdar
  - Andola
  - Shahpur
  - Surapur

Els paigahs ilakas eren: Aland, Firozabad, Afzalpur, Kalgi i Chitapur. I els jagirs Tandur i Kosgi.
La taluka de Gulbarga al centre del districte, tenia una superfície el 1901 de 1746 km² i població de 103.051 habitants (1891: 115.699, descens degut a una plaga) amb capital a Gulbarga (29.228 habitants el 1901) i amb 145 pobles.

## Jaciments arqueològics
La fortalesa de Gulbarga fou construïda per Raja Gulchand, i reforçada després per Ala al-Din Bahmani; està formada per 15 torres amb 26 canons, i inclou una mesquita en l'estil de la Còrdova. A la part oriental de la ciutat hi ha les tombes dels sultans de Gulbarga. Prop de la tomba de Khwaja Banda Nawaz hi ha una mesquita construïda per Aurangzeb el 1687. Els forts de Firozabad, al riu Bhima, i de Chincholi i Chitapur, són també a destacar, i en el darrer els portuguesos de Goa hi van construir una església.